# Placówka Straży Granicznej II linii „Skarszewy”
Placówka Straży Granicznej II linii „Skarszewy” – jednostka organizacyjna Straży Granicznej pełniąca służbę ochronną na granicy polsko-gdańskiej w latach 1928–1939.

## Formowanie i zmiany organizacyjne
Rozporządzeniem Prezydenta Rzeczypospolitej Polskiej Ignacego Mościckiego z 22 marca 1928 roku, do ochrony północnej, zachodniej i południowej granicy państwa, a w szczególności do ich ochrony celnej, powoływano z dniem 2 kwietnia 1928 roku  Straż Graniczną. 
Rozkazem nr 1 z 29 kwietnia 1929 roku  w sprawie zmian organizacji Pomorskiego Inspektoratu Okręgowego komendant Straży Granicznej płk Jan Jur-Gorzechowski powołał do życia i ustalił organizację komisariatu „Skarszewy”. Placówka Straży Granicznej II linii „Skarszewy” znalazła się w jego składzie.
Rozkazem nr 3/31 zastępcy komendanta Straży Granicznej płk. Emila Czaplińskiego z 5 sierpnia 1931 roku zniesiono posterunek detaszowany „Skaryszewy”.

## Struktura organizacyjna
Organizacja w czerwcu 1929:
- posterunek informacyjny Straży Granicznej „Skarszewy”
- posterunek informacyjny Straży Granicznej „Gołebiewka”
- posterunek informacyjny Straży Granicznej „Boże Pole”
- posterunek informacyjny Straży Granicznej „Szczodrowo”